# Blessing Oborududu
Blessing Oborududu (* 12. März 1989 in Gbanranu) ist eine nigerianische Ringerin. Sie gewann 2021 die Silbermedaille in der Gewichtsklasse bis 68 kg Körpergewicht bei den Olympischen Spielen 2020 und ist vielfache Afrikameisterin.

## Allgemeines
Blessing Oborududu begann als Mädchen mit dem Ringen und trat bei Wettkämpfen ihrer Schule in Yenagoa an. 2006 wurde ihr Talent bei einem dieser Wettkämpfe von Offiziellen des nigerianischen Ringerverbands NWF erkannt und seitdem gezielt gefördert.
Im Jahr 2009 hatte Oborududu ihr Wettkampfdebüt auf internationaler Ebene, als sie an den Afrikameisterschaften in Casablanca teilnahm. Dort konnte sie in der Gewichtsklasse bis 59 kg eine Bronzemedaille gewinnen. Seit 2010 gewann Oborududu bei fast allen Afrikameisterschaften eine Goldmedaille, insgesamt bis zum Jahr 2023 zwölf Stück. Lediglich am Wettbewerb im Jahr 2012 nahm sie nicht teil. Dabei trat sie zwischen 2011 und 2017 in der Gewichtsklasse bis 63 kg an und seit 2018 ringt sie in der Klasse bis 68 kg Körpergewicht.
Seit 2009 nimmt Oborududu regelmäßig an Weltmeisterschaften teil. Ihr bestes Ergebnis erzielte sie bei der Ringer-WM 2017 in Paris, wo sie in der Gewichtsklasse bis 63 kg den 5. Rang belegte.
2012 qualifizierte sich Blessing Oborududu erstmals für die Teilnahme an den Olympischen Spielen 2012 in London. Dort schied sie nach einer Niederlage gegen Monika Michalik aus und landete auf Rang 18 der 20 Teilnehmerinnen der Gewichtsklasse bis 63 kg. 2016 nahm sie an den Olympischen Spielen in Rio de Janeiro teil und erreichte dort nach einer knappen Niederlage gegen Sorondsonboldyn Battsetseg in derselben Gewichtsklasse den 14. Platz. Bei den Olympischen Spielen 2020, die 2021 in Tokio ausgetragen wurden, nahm Oborududu in der Gewichtsklasse bis 68 kg teil. Nach zwei Siegen in den ersten beiden Runden bezwang sie Sorondsonboldyn Battsetseg im Halbfinale und trat im Finale gegen die US-Amerikanerin Tamyra Mensah-Stock an. Der Finalkampf ging 1:4 verloren, bedeutete jedoch den Gewinn der Silbermedaille, die gleichzeitig die erste olympische Medaille im Ringen für Nigeria war.
Blessing Oborududu studierte an der im Bundesstaat Bayelsa gelegenen Niger-Delta Universität und schloss ein Studium in Betriebswirtschaftslehre ab.